# ブリーディングローン
ブリーディングローン（Breeding Loan）とは、動物園同士が相互に動物を貸し出し、あるいは借り入れする契約をいう。動物の所有権は残したままで、生まれた子どもは貸し手と借り手で分配する。
動物の購入費がかからないので、ゴリラなどの希少動物の移動も活発に行える。新しい血統を取り入れ、近交劣化を防止するメリットもある。契約は一定期間設けるが、場合によっては延長することもある。

## 主な例
- 上野動物園のゴリラ

京都市動物園や日本平動物園などからゴリラを集めて、繁殖を図る。2000年、千葉市動物公園から来たモモコがモモタロウを出産。2年後、契約期間が切れたため母子は千葉市動物公園へ戻った。
- 多摩動物公園のユキヒョウ

1996年から順調に繁殖し、日本各地や海外の動物園に送っている。
- ジャイアントパンダ

和歌山県のアドベンチャーワールドが1994年より開始した。